# As Cangaceiras Eróticas
As Cangaceiras Eróticas é um filme brasileiro de 1974, do gênero pornochanchada, dirigido por Roberto Mauro. Direção musical de Ariovaldo Pires.

## Sinopse
Um bando de cangaceiros está acoitado numa fazenda quando é atacado pela volante, graças à traição de outro cangaceiro, Cornélio Sabiá. O capitão do bando é assassinado. Um dos mais leais companheiros do cangaceiro traído, Toneco, consegue fugir levando as duas filhas do capitão e entregando-as ao orfanato do Padre Lara. Passam-se dez anos. O cangaceiro Cornélio Sabiá aterroriza o sertão com seus crimes, enquanto Toneco procura descobrir quem traiu seu chefe e amigo, acabando por ingressar no bando de Cornélio Sabiá. Este fica sabendo que as filhas do capitão estão internadas no orfanato do Padre Lara e são duas lindas moças, ao mesmo tempo em que Toneco descobre o autor da traição ao seu chefe. Cornélio resolve atacar o orfanato e, não encontrando as moças, mata o Padre Lara e uma freira. As moças decidem vingar as vítimas, e depois de intenso treinamento, vão para o sertão. Encontram Toneco ferido. Este, antes de morrer, revela que Cornélio Sabiá fora o traidor de seu pai. Elas partem para a vingança utilizando-se de sua maior arma: o sexo.

## Elenco
- Jofre Soares...Toneco
- Enoque Batista...Cornélio Sabiá
- Sérgio Hingst...Delegado (participação especial)
- Marcos Miranda...Paulo Pastor
- Marcos Rossi
- Letácio Camargo...Padre Lara
- Jeová Amaral...jornalista
- Osvaldo Avila...coronel Demerval
- Oasis Minniti
- Marcus Vinícius...noivo
- Laura Jane...noiva

### Cangaceiras
- Sônia Garcia
- Helena Ramos
- Urbana da Costa
- Ariane Arantes
- Angélica de Araújo
- Sônia Lírio
- Dalva dos Santos
- Matilde Mastrangi